# Dějiny Českého Krumlova
Tento článek o dějinách Českého Krumlova se zabývá historií města, jehož území bylo obýváno již v pravěku. Ve středověku zde vzniklo město Český Krumlov, které bylo sídelním městem řady významných českých rodů – Vítkovců, pánů z Krumlova, Rožmberků, Eggenbergů a Schwarzenbergů, a až do poloviny 19. století také centrem rozsáhlých panství: Rožmberského dominia, Krumlovského vévodství a Schwarzenberského dominia. Díky svému zachovanému historickému jádru je Český Krumlov významnou památkou, od roku 1992 zařazenou na Seznam světového kulturního a přírodního dědictví – UNESCO. 

## Pravěk
Prokazatelně nejstarší osídlení v regionu a potažmo i v jižních Čechách je doloženo nálezy z Dobrkovické jeskyně starými 35 až 50 000 let. Nejstarší sídliště přímo na území dnešního města bylo doloženo na tzv. Novém městě (Neustadt) z doby před 14 000 lety. Na stejném nalezišti v dnešní Panské dolní zahradě bylo identifikováno i sídliště prvních zemědělců z 5. tisíciletí před n. l. V oné době bylo prokazatelně osídleno i návrší, na němž byl později založen hrad. Na tomto skalním ostrohu vyrostlo první hradiště již ve 4. tisíciletí před n. l. a podobně jako například Dívčí kámen bylo postupně využíváno různými kulturami. Od 5. do 1. století před n. l. dominovali regionu historičtí Keltové, mezi jejichž hlavní centra patřilo nedaleké oppidum Třísov. Z posledního století před n. l., v době pravděpodobného odchodu Keltů z Čech pod náporem Germánů, pochází i důkaz o existenci keltského osídlení dnešního hradního návrší.
Slované osidlovali Pošumaví v několika vlnách již od 6. století našeho letopočtu. Hlavní migrace proběhla během tzv. Druhé vlny osidlování v průběhu 7. století, kdy do jižních Čech dorazily kmeny Boleticů a Doudlebů, které oproti ostatním slovanským kmenům osídlujícím zbytek Čech přicházely z jihu z území Avary ovládané Panonie. Přítomnost slovanské komunity na území města je ovšem doložena až o dvě století později. Mezi nejvýznamnější osídlení oné doby patří blízké slovanské hradiště u Kuklova.

## Počátky města

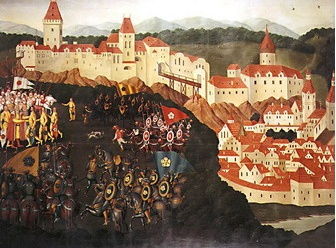
Romantická představa tzv. Dělení růží, Krumlov v pozadí

V 10. století okolní území podle Kosmy údajně spadalo pod vládu Slavníkovců. Po jejich vyvraždění Přemyslovci připadlo v rámci osidlování o necelá dvě století později v državu jednomu z nejstarších a nejmocnějších českých rodů – Vítkovcům. Tzv. praotec rodu Vítek z Prčice přišel do jižních Čech v 2. polovině 12. století a postupně ovládl nebo založil všechna významná sídliště a hrady v oblasti. Vítek pak na konci svého života rodový majetek rozdělil (tzv. Dělení růží) mezi své syny, kteří následně založili samostatné vítkovské rozrody – Páni z Krumlova, Rožmberka, Hradce, Landštejna a Třeboně, z Ústí a ze Stráže. Krumlovské území připadlo druhorozenému synu – Vítkovi II. staršímu, který patrně někdy mezi léty 1230 a 1239 založil na levém břehu Vltavy tzv. Hrádek, nejstarší část dnešního zámku. K této události se vztahuje i legenda o založení města.
První písemná zmínka o existenci sídla na Krumlově pochází z roku 1240 od Oldřicha z Lichtenštejna, v jehož autobiografické básni Der Frauendienst je uvedeno pod názvem Krumbenowe. Podle tohoto dobového pramene se měl na Krumlově odehrávat velký rytířský turnaj. Lze proto předpokládat, že tamní sídlo pánů z Krumlova muselo být dostatečně reprezentativní a zároveň i schopné pojmout velké množství rytířů a jejich družiny – tedy i dobře zásobované. Vlastní město bylo v zákrutě řeky Vltavy založeno okolo roku 1274, přičemž již od samých počátků města je doložena přítomnost českých i německých osadníků. Vůbec prvním rychtářem města se stal Sipota, lokátor z Bavor ve službách pánů z Krumlova a Rožmberků.
Mnozí páni z Krumlova dosáhli v rámci Českého království významných postavení, třebaže se snahám Přemyslovců o kontrolu svých území usilovně bránili. Během první vzpoury Vítkovců proti králi byl dokonce Český Krumlov pravděpodobně i nakrátko obsazen českým králem Přemyslem Otakarem II. Typickým a zároveň nejslavnějším představitelem pánů z Krumlova byl Záviš z Falkenštejna. Nicméně krumlovská větev Vítkovců již v roce 1302 vymřela. Dědictví krumlovského rozrodu se s povolením krále Václava II. ujali jejich blízcí příbuzní páni z Rožmberka a bezprostředně poté přesídlili z hradu Rožmberk na Krumlov. Příchod Rožmberků zároveň předznamenal největší rozkvět a stavební rozvoj města.

## Rožmberské dominium
Český Krumlov se stal spojením dvou vítkovských území hlavním sídlem rozsáhlého panství, pro nějž se později vžil název Rožmberské dominium, což městu přineslo neobyčejný rozmach. Již během prvních Rožmberků došlo vedle přestavby hradu i k výstavbě téměř sta kamenných domů. Objevily se masné krámy i pravidelné jarmarky a městu byla taktéž udělena mnohá městská práva. Za Petra I. z Rožmberka, který byl považován za nejmocnějšího šlechtice království, byl vystavěn kostel sv. Víta i sv. Jošta a do města byly pozvány řeholní řády a Židé. V průběhu 14. a 15. století město, stejně jako celý rod Rožmberků, nabylo takové důležitosti, že se mohlo, tak jak bylo ve vítkovských rozrodech zvykem, stavět na odpor centralistickým snahám českých panovníků, což vyvrcholilo dvojím vězněním Václava IV. v letech 1394 a 1402 na krumlovském hradě.
V době husitské revoluce se Oldřich II. z Rožmberka nejprve přiklonil na stranu husitů, později však svůj postoj velmi radikálně přehodnotil a stal se jejich zarytým odpůrcem, čímž z Krumlova učinil centrum katolické opozice a inteligence v jižních Čechách. Díky svému významu a nulovým škodám během husitských válek představoval Český Krumlov významné středisko renesance v Českém království.
I po skončení husitského období nadále docházelo k soustavnému rozšiřování rožmberského panství spolu s hospodářským vzestupem města. V 15. století byla zahájena těžba zlata a stříbra, po kterém následoval značný příliv horníků z německých oblastí. Hornická aktivita vrcholila v 16. století – v provozu byla tavírna stříbra, na Vltavě pod kostelem sv. Víta byla založena papírna a Krumlov se nazýval svobodným horním městem. Na panství byly taktéž zakládány mnohé hospodářské dvory a rybníky.
Město bylo od 15. století řízeno tzv. velkou městskou radou složenou z 12 konšelů, z nichž se pravidelně volil nejvyšší purkmistr. Vedle Velké rady existovala tzv. rada malá a až do roku 1555 fungoval Latrán jako samostatná jednotka s vlastním rychtářem a zástupci. Kandidáty na nejvyšší posty musel vždy schválit rožmberský vládce.

## Renesanční přestavba a úpadek

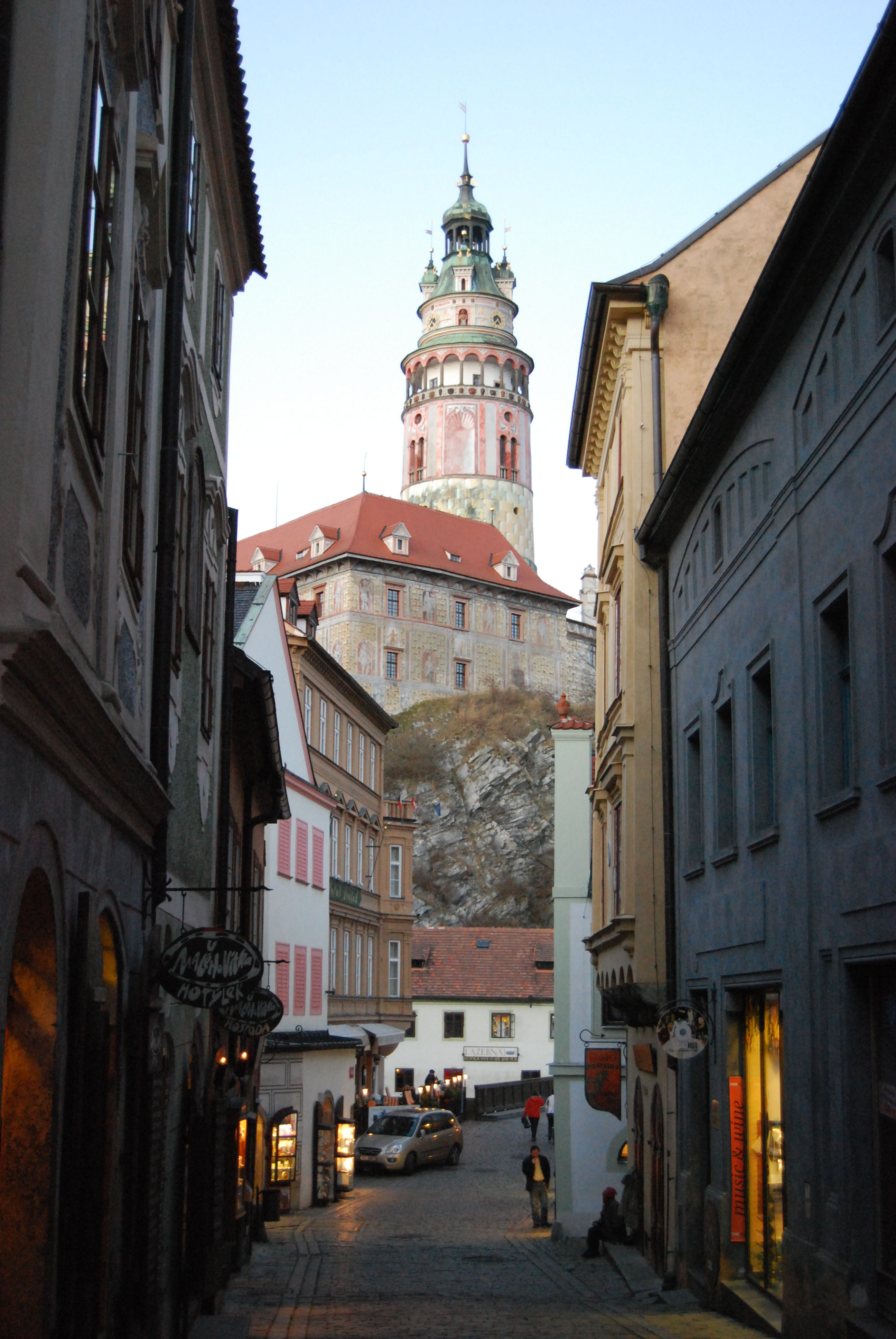
tzv. Hrádek renesančně přestavěn Vilémem z Rožmberka

Velkolepá přestavba hradu na renesanční zámek z druhé poloviny 16. století proběhla za vlády Viléma z Rožmberka. Tento nejslavnější Rožmberk, nejvyšší královský purkrabí, český místokrál a dvojnásobný kandidát na polského krále, pozvedl krumlovské sídlo na úroveň evropských královských dvorů. Krumlovský hrad byl kompletně přestavěn a městu byla nebývalým stavebním rozmachem vtisknuta současná renesanční podoba. Na Vilémově dvoře působili vedle italských umělců i ti nejslavnější alchymisté své doby.
Po smrti bezdětného Viléma zdědil dominium jeho taktéž bezdětný bratr Petr Vok z Rožmberka. Rožmberské panství však bylo z předchozích Vilémových velkorysých projektů na pokraji krachu a Petr Vok byl donucen rodová sídla včetně sídelního Krumlova prodat. V roce 1601 tak Krumlov přešel do vlastnictví císaře Rudolfa II., čímž dočasně pozbyl významu sídelního města. Rudolf II. nicméně na krumlovský hrad odklidil svého levobočka a jediného syna Julia Caesara, který zde dožil jako vězeň po vraždě své milenky.
O 10 let později v roce 1611 však poslední Rožmberk Petr Vok ještě jednou zasáhl do dějin města, kdy jej dobyla a obsadila pasovská vojska. Aby uchránil město a okolí od dalšího plenění, vyplatil pasovské dobyvatele k odchodu. Tím však definitivně končí rožmberská éra nad krumlovským panstvím.

## Krumlovské vévodství
Na počátku 17. století a během Třicetileté války bylo město hned třikrát vypleněno – nejprve Pasovskými, pak císařskými vojsky a nakonec Švédy. V roce 1622 však daroval Ferdinand II. celé krumlovské panství za jeho podporu Janu Oldřichu z Eggenberku, kterému je roku 1628 udělen titul vévody, čímž bylo v rámci českých zemí založeno Krumlovské vévodství. Teprve až Jan Kristián I. z Eggenbergu zahajuje první barokní přestavbu zámku jakožto oficiálního sídla české větve rodu. Do Českého Krumlova tak opět přichází velké množství italských a německých umělců.

## Schwarzenberské dominium

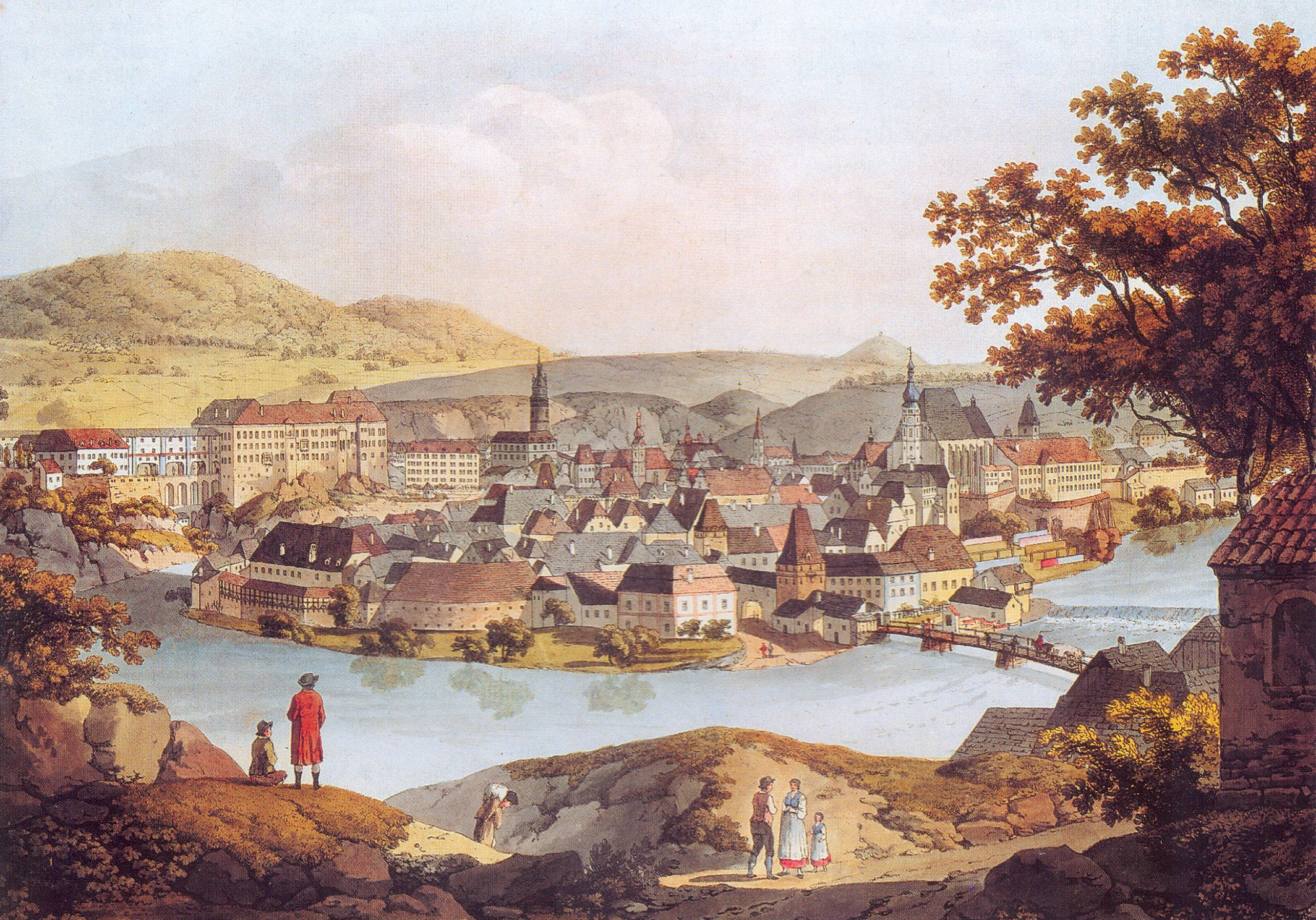
Český Krumlov od jihozápadu z roku 1810 (Postl) – zobrazeny městské brány (obě tzv. Kájovské, Horní brána a částečně i Mostecká a Lazebnická) část hradební zdi a původní barokní věž kostela sv. Víta

Nenadálým vymřením české větve Eggenbergů přešlo Krumlovské vévodství roku 1719 do vlastnictví nového rodu – Schwarzenbergů, kteří z Krumlova již po třetí v historii učinili hlavní sídelní město. Během vlády Josefa I. Adama ze Schwarzenbergu byl zámek opět monumentálně přestavěn, bylo vystavěno dnešní barokní divadlo a jedinečný Plášťový most a Maškarní sál dostaly současnou podobu. Krumlovský dvůr si neměl zadat s císařským dvorem ve Vídni. Josef I. Adam se však zasloužil i o počátek schwarzenberského hospodářského zázraku zaváděním nutných reforem. Na Krumlovsku byla například zahájena těžba tuhy a především byl založen tzv. Schwarzenberský penzijní fond pro zaměstnance, který neměl ve své době obdoby a díky němuž se v následujících staletích podařilo zajistit ekonomickou i sociální prosperitu a stabilitu celého regionu i v dobách předválečných.
Jan Nepomuk I. i Josef II. ze Schwarzenbergu v reformách nadále pokračovali. Významnou měrou se zasloužili o hospodářský rozvoj regionu i celé Šumavy výstavbou Schwarzenberského plavebního kanálu a cíleným hospodářstvím v oblasti zemědělství a lesnictví. Schwarzenberské dominium tak zásobovalo dřevem dvě největší města monarchie – Prahu a Vídeň. Ve městě byl založen tzv. Hospodářský ústav, tedy škola pro budoucí panské zaměstnance. Jan Adolf II. provedl na celém panství důslednou modernizaci a mechanizaci infrastruktury, lesnictví, vodohospodářství a také průmyslu a těžařství (na krumlovsku grafit). Po zrušení poddanství roku 1848, čímž Dominium přišlo a 2/3 své původní rozlohy, byly snahy o zefektivnění ještě výraznější, aby byla prosperita podniků a průmyslu nadále zajištěna.

## Přelom 19. a 20. století

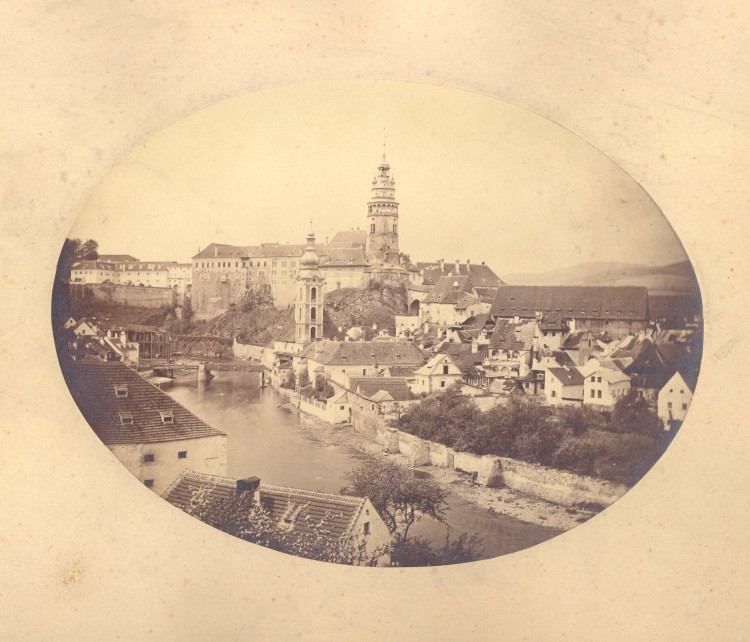
Český Krumlov na jedné z nejstarších fotografií od Franze Polaka, asi 1867

Ačkoliv krumlovský zámek zůstal po roce 1848 v rukou schwarzenberské primogenitury, bylo hlavní sídlo de facto přesunuto na zámek Hluboká. Přesto si však Krumlov uchoval statut symbolického rodového sídla obou větví Schwarzenbergů. Český Krumlov se stal následně okresním městem a bývalé vrchnostenské úřady byly nahrazeny státními, přičemž zůstalé schwarzenberské majetky v regionu byly transformovány na knížecí velkostatky. Ve městě se v 19. století nacházely dvě školy, kasárna, sirotčinec, jeden knížecí a jeden městský pivovar, mlýny a dvě papírny. Největší změnou v podobě města představovalo stržení městských hradeb a historických bran, z nichž se dochovala jen ta nejmladší – Budějovická. V celém regionu pak byla Janem Nepomukem II. ze Schwarzenbergu vybudována železniční síť.

Teprve až přelom století představoval rozvoj průmyslu v dějinách vlastního města, který je spojen zvláště se dvěma jmény – Ignác Spiro a Arnošt Porák. Ignác Spiro založil papírnu ve Větřní, která se stala nejvýznamnější papírnou v Rakousku-Uhersku (v roce 1911 zde byl spuštěn největší stroj na rotaci papíru na světě) a po vzniku Československa největší v republice. Rodina Spirů se také velkou měrou podílela na životě ve městě, založení židovského spolku v Českém Krumlově a na stavbě krumlovské synagogy. Arnošt Porák podnikal v těžbě grafitu na Krumlovsku, přičemž roku 1885 založil papírnu v Loučovicích a financoval teprve druhou elektrifikovanou dráhu v Čechách. Ku jeho památce dodnes nese jeho jméno jeden z mostů ve městě. V roce 1900 byly veřejnosti Adolfem Josefem ze Schwarzenbergu zpřístupněny interiéry zámku a ve městě byla vystavěna nemocnice.

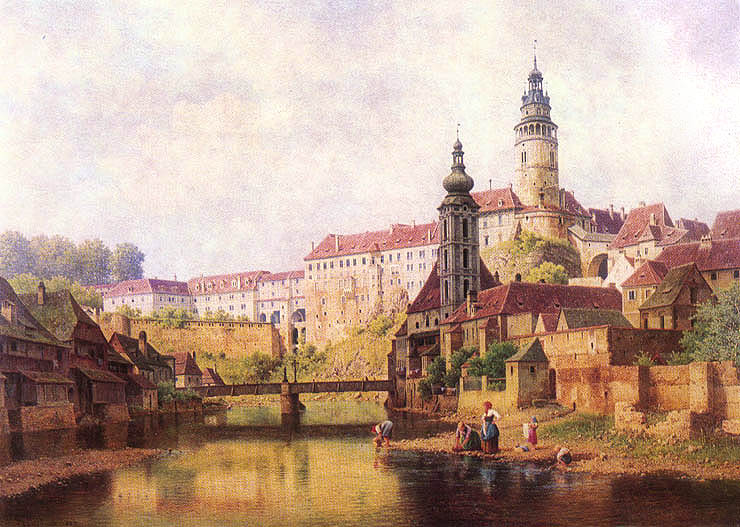
Sv. Jošt a Lazebnický most, B. Havránek

### Počátky národnostních třenic
V druhé polovině 19. století žilo v Českém Krumlově 8 300 obyvatel (72 % mluvících německy, 18 % mluvících česky). V roce 1900 pak počet obyvatel stoupl na 9 600. První výraznější národnostní rozdíly mezi Čechy a Němci jsou v Krumlově datovány již od druhé poloviny v 19. století. Německy mluvící občané se sdružovali v německých spolcích a česky mluvicí ve svých – Čtenářská beseda od roku 1879, Řemeslnická jednota, dělnický spolek Včela a od roku 1892 i první česká škola. Výjimkou byly továrny, dělnické spolky a schwarzenberské podniky, v nichž byla zásadní politika nestrannosti a pokud možno v rámci vedení zastoupení půl na půl. Vrcholem souboje němectví a češství o město bylo odhalení památníku císaře Josefa II., čehož chtěli místní němečtí usedlíci využít k národním proklamacím. Ačkoliv celou akci ostře odsoudil i kníže Adolf Josef ze Schwarzenbergu a odmítl na památník jakkoliv přispět, byla socha 20. července 1890 při čtvrti Plešivec odhalena.

## 20. století

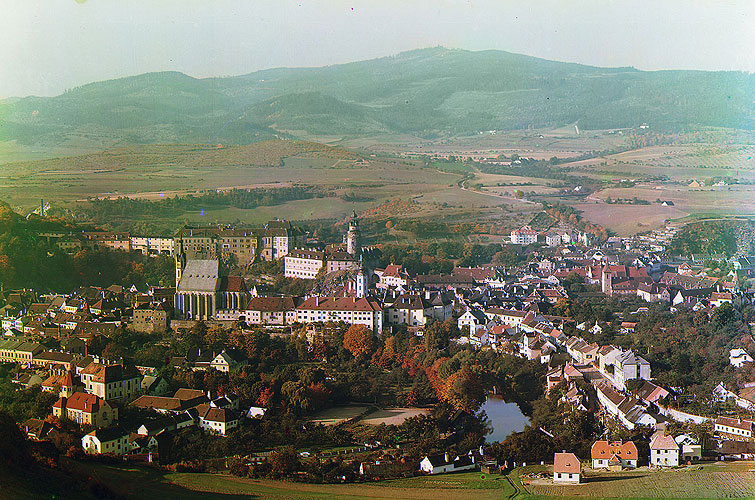
Panorama města s horou Kleť, J. Seidel

První světová válka město výrazně zasáhla. Na frontě padlo nezanedbatelné množství mužů a městská pokladna byla zatěžována financováním lazaretů a ozdravoven pro vojáky, které byly ve městě jakožto oficiálním špitálním městě v Čechách cíleně zakládány. Mezi československými legionáři stálo i na 200 Krumlovanů. V roce 1917 pak došlo k prvním větším projevům nesouhlasu s válečnou politikou monarchie. Proběhly tři společné dělnické demonstrace Čechů a Němců, přičemž 17. července se na náměstí sešlo na tisíc českokrumlovských dělníků.
S blížícím se koncem války vznikl ve městě český národní výbor, který začal ihned vyjednávat s městskou radou ohledně kooptace českých představitelů mezi její členy. Německá většina obyvatelstva na Šumavě však na vznik Československa zareagovala vyhlášením samostatné Šumavské župy s hlavním městem v Českém Krumlově. Po prohlášení o připojení k Rakousku bylo československou vládou rozhodnuto o okamžitém vojenském zásahu v pohraničí. Třebaže se Českokrumlovský národní výbor na žádost městské rady vyslovil proti zásahu armády, bylo 29. listopadu 1918 město bez boje obsazeno nově vzniklou československou armádou.
Dalšího roku byl v prvních řádných komunálních volbách zvolen nový starosta Dr. Tannich a v radě zasedli i čeští zastupitelé, kterým byla následně nabídnuta pozice starostenského náměstka. V roce 1928 byla ve městě odhalena pamětní deska zakladateli republiky T.G. Masarykovi a roku 1930 památník obětem první světové války. V roce 1929 byla otevřena nová česká škola.
Ve 20. letech Krumlovsko ekonomicky i kulturně prosperovalo. V roce 1937 dokonce navštívil prezident Edvard Beneš na krumlovském zámku JUDr. Adolfa Schwarzenberga, který mu slavnostně věnoval 1 000 000 Kčs na posílení obrany česko-německého pohraničí před nacistickou hrozbou.

### Bitva o Krumlov a Druhá světová válka

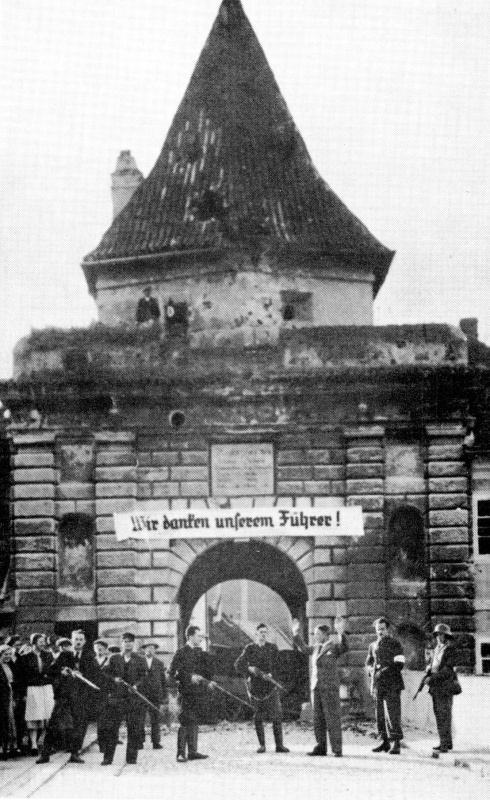
Budějovická brána poškozena těžkými boji

Vzhledem k převaze obyvatelstva německé národnosti však mělo být město roku 1938 dle Mnichovském diktátu postoupeno Německé říši. Tzv. bitva o Krumlov z 1. na 2. října, kdy byly nasazeny i lehké tanky, představovala jeden z nejzávažnějších bojů ustupujících československých jednotek chránících československé občany a německé antifašisty před útoky nacistických ozbrojenců a fanatiků. Město tím utrpělo výrazné škody a československou moc se nepodařilo do příchodu Wehrmachtu 8. října 1938 ve městě obnovit. Následně 20. října Adolf Hitler triumfálně vstoupil do města. Jeho pobyt však již příliš triumfální nebyl, neboť jej i přes naléhání nacistických orgánů JUDr. Adolf Schwarzenberg odmítl přivítat a zakázal mu vstup na krumlovský zámek.
Během Druhé světové války město dále strádalo. Demokracie obecně i demokracie komunální byla naprosto potlačena. Němečtí i zůstalí čeští obyvatelé (cca 350 osob české národnosti ze smíšených manželství) museli bez ohledu na osobní postoje velmi brzy hromadně vstupovat do jednotek německé armády a odcházet na frontu, kde jich většina zahynula. Na schwarzenberský majetek a podniky byla pro veřejně antinacistické postoje JUDr. Adolfa Schwarzenberga uvalena nucená správa již roku 1940. Sám JUDr. Adolf Schwarzenberg s rodinou uprchl – jeho bratr, pověřený zástupce rodu v Čechách JUDr. Jindřich Schwarzenberg byl však zatčen a odeslán do koncentračního tábora. Po dobu okupace byli čeští obyvatelé občany druhé kategorie bez reálných práv a český jazyk byl zakázán. Je však také nutné dodat, že ve městě nebyly zdokumentovány útoky místních německých obyvatel proti českým spoluobčanům.
V roce 1945 byl Český Krumlov bez boje osvobozen americkou armádou a českoslovenští občané se mohli po pěti letech vrátit do města. Přestože krumlovský národní výbor zamýšlel odsunout pouze opravdové kolaboranty s nacismem, v letech 1945–1946 došlo v rámci celostátní politiky k hromadnému odsunu německy mluvícího obyvatelstva. Město tím přišlo o většinu svého obyvatelstva, což bylo postupně nahrazováno přistěhovalci – v roce 1946 zde bylo již 4 550 nových českých osídlenců. V rámci počeštění byly zničeny všechny památníky nesoucí německá jména ve městě.

### 1945–1989
Roku 1947 byl veškerý schwarzenberský majetek krumlovsko-hlubocké větve v Československu včetně všech podniků na Krumlovsku i krumlovského zámku protiústavně vyvlastněn tzv. zákonem Lex Schwarzenberg a dán do rukou státu. Stejně jako byl JUDr. Adolfu Schwarzenbergovi zakázán návrat z USA do Československa, nesměla se domů do Krumlova vrátit z exilu většina slavných průmyslníků, kteří uprchli před nacismem – například židovská rodina Spirů.
Po roce 1948 byla znárodněním místních podniků rozvíjena nová průmyslová odvětví, zejména textilního (závody Jitka a Otavan), dřevozpracujícího a potravinářského charakteru (závod Jihočeské mlékárny). Byla vystavěna nová funkcionalistická sídliště – Plešivec, Špičák, Vyšný, Dubík, Domoradice, Havraní Skála a Mír, nová budova nemocnice a nový úřad (zejména po vzniku moderního okresu Český Krumlov v roce 1960). Postaven byl také silniční obchvat centra města (ulice Objížďková), přičemž bylo zničeno velké množství historických domů.
Stavbami z této epochy ovšem nebylo výrazněji zasaženo historické jádro města, jak se tomu stalo např. v nedalekých Prachaticích nebo Kaplici. V roce 1963 bylo navíc centrum prohlášeno za městskou památkovou rezervaci. V období totality však nebyla památková péče na významné úrovni, proto byly mnohé významné památky města až do roku 1989 nevzhledné, některé dokonce ve velmi špatném stavu. Špatný vliv na historické centrum měl i fakt, že jím projížděly nákladní vozy a autobusy. Omšelé město však i tehdy přitahovalo nejenom návštěvníky, ale i filmaře (např. Hop - a je tu lidoop 1977).
Během invaze vojsk Varšavského paktu do Československa v roce 1968 proběhly v Krumlově podobně jako v jiných českých a slovenských městech mnohé protestní akce a demonstrace proti okupačním silám. V podnicích probíhaly protestní stávky, byla pořádána občanská setkání na náměstí Svornosti a místní se snažili všemožně zamezit pohybům okupačních vojsk, které pronikaly do města a obsazovaly významné objekty, např. krumlovská kasárna. Občané, podniky a stejně tak i místní výbor rezolutně odmítal s okupačními silami kolaborovat. Do roku 1969 však byl v Československu zahájen proces tzv. normalizace, který jakékoliv další masové projevy nesouhlasu s okupací vylučoval.
Kulturní život se v době totality nemohl srovnávat s kulturou předválečného Krumlova. Naštěstí se podařilo mnohé uchovat, například instituci Hudební školy při kostelu sv. Víta, nebo tradici historických slavností (1909, 1968, 1969), z nichž po revoluci vznikly Slavnosti pětilisté růže.

## Současnost
Po Sametové revoluci v roce 1989 se Krumlov stal jedním z nejvýznamnějších cílů zahraničních turistů v ČR. Byl obnoven občanský i kulturní život a byla založena mnohá občanská sdružení a kulturní instituce, obnoveny Slavnosti pětilisté růže a založeny mnohé hudební festivaly. Byly investovány nemalé finance do obnovy památkových objektů a Český Krumlov se dnes řadí mezi nejkrásnější města v České republice, Evropě i na světě. Město a zámek se v roce 1992 zařadily na Seznam světového kulturního a přírodního dědictví – UNESCO.
V rámci evropské regionální politiky se Český Krumlov významně angažuje ve vzájemném česko-německo-rakouském porozumění od výměnných pobytů studentů, po kulturní akce a výstavy (Zemská výstava jižní Čechy – Horní Rakousko 2013).
Město bylo také navštíveno několika významnými osobnostmi, např. dánskou královnou Markétou II., švédským králem Karlem XVI. Gustavem nebo britským králem Karlem III.